# Toxostoma longirostre
Toxostoma longirostre là một loài chim trong họ Mimidae.